# Watanabe Junichi (nhà văn)
Jun'ichi Watanabe (渡辺 淳一 Watanabe Jun'ichi,  24 tháng 10 năm 1933 – 30 tháng 4 năm 2014) là bác sỹ, giảng viên và nhà văn Nhật Bản nổi tiếng nhờ viết nhiều tiểu thuyết xã hội, tiểu thuyết tiểu sử và tiểu thuyết lãng mạn lấy bối cảnh lĩnh vực y tế.

## Tiểu sử
Jun'ichi Watanabe sinh ra ở Kamisunagawa, Hokkaido, Nhật Bản. Ông đã xuất bản những tác phẩm đầu tiên của mình khi còn học tại Đại học Y khoa Sapporo, và tốt nghiệp trường này năm 1958. Ông chuyên về phẫu thuật chỉnh hình, đồng thời viết tiểu thuyết y học, lịch sử và tiểu sử.Sau vụ bê bối về ca phẫu thuật cấy ghép tim đầu tiên được thực hiện ở Nhật Bản vào năm 1968, được gọi là "sự cố Wada", Watanabe đã rời ngành y và tập trung vào viết lách.
Ông qua đời vào ngày 30 tháng 4 năm 2014 vì bệnh ung thư tuyến tiền liệt ở Tokyo.

## Giải thưởng
- 1965 Giải thưởng Shincho Doujinshi lần thứ 12 (第12回新潮同人雑誌賞) - tác phẩm "Trang điểm cho người chết" (死化粧)[4]
- 1970 Giải Naoki lần thứ 63 (第63回直木賞) - Tác phẩm "Ánh sáng và bóng tối" (光と影)[4]
- 1980 Giải thưởng Văn học Eiji Yoshikawa lần thứ 14 (第14回吉川英治文学賞) -  Tác phẩm "Mặt trời lặn phía xa (遠き落日) và "Du nữ quán Nga Nagasaki" (長崎ロシア遊女館)[4]
- 1986 Giải độc giả Bungeishunju lần thứ 48 (第48回文藝春秋読者賞) - Tác phẩm "Một giọng nói thầm lặng - Cuộc đời của bà Maresuke Nogi" (静寂の声 ― 乃木希典夫人の生涯)[4]
- 2001 Huy chương Hiệp sĩ Falcon của Iceland (アイスランド隼勲章騎士章)[5]
- 2003 Huân chương danh dự của thiên hoàng - Hạng duy băng tím (紫綬褒章)[4] và  Giải thưởng Kikuchi Kan (菊池寛賞)[4]
- 2011 Giải độc giả Bungeishunju lần thứ 72 (第72回文藝春秋読者賞) - Tác phẩm "Hoa sen hồng trên trời" (天上紅蓮)